# Хейл, Рич
Ри́чард «Рич» Хейл (англ. Richard "Rich" Hale; 17 мая 1985, Кливленд) — американский боец смешанного стиля, представитель полутяжёлой и тяжёлой весовых категорий. Выступал на профессиональном уровне в период 2006—2014 годов, известен по участию в турнирах бойцовской организации Bellator MMA, участник трёх гран-при Bellator, двукратный финалист гран при. Также владел чемпионскими поясами организации Rage in the Cage.

## Биография
Рич Хейл родился 17 мая 1985 года в городе Кливленд, штат Огайо. Серьёзно занимался бразильским джиу-джитсу, удостоился в этой дисциплине чёрного пояса.
Дебютировал в смешанных единоборствах на профессиональном уровне в декабре 2006 года, победил своего первого соперника по итогам трёх раундов единогласным решением судей. Уже во втором бою потерпел первое в карьере поражение, на первой минуте первого раунда был нокаутирован соотечественником Джимми Амбрисом. Дрался преимущественно на территории штата Аризона на турнирах местного промоушена Rage in the Cage, в общей сложности провёл здесь пятнадцать поединков, владел титулами чемпиона в полутяжёлой и тяжёлой весовых категориях.
Имея в послужном списке пятнадцать побед и только три поражения, в 2011 году Хейл привлёк к себе внимание крупной американской организации Bellator MMA и, подписав с ней контракт, сразу же принял участие в гран-при полутяжёлого веса. На стадиях четвертьфиналов и полуфиналов прошёл Ника Фекете и Ди Джея Линдермана соответственно, тогда как в решающем финальном поединке, который также имел статус титульного, техническим нокаутом проиграл Кристиану М’Пумбу.
В дальнейшем одержал победу в двух рейтинговых боях, после чего предпринял ещё одну попытку выиграть гран-при Bellator, на сей раз в тяжёлом весе. Вновь дошёл до финала, победив по ходу гран-при Майка Уиссела и Тиагу Сантуса. В решающем титульном бою встретился с россиянином Александром Волковым — поединок между ними продлился все пять раундов, в итоге трое судей единогласно отдали победу Волкову, признав его новым чемпионом организации. Хейл затем ещё в течение некоторого времени продолжал выступать в ММА под эгидой Bellator, но большого успеха не имел. В 2013 году в рамках гран-при тяжеловесов Summer Series был нокаутирован Райаном Мартинесом. В 2014 году принял участие в десятом сезоне гран-при тяжёловесов Bellator, однако уже на стадии четвертьфиналов единогласным судейским решением уступил болгарину Благому Иванову. Всего провёл в профессиональных смешанных единоборствах 29 боёв, из них 21 выиграл, 7 проиграл, в одном случае была зафиксирована ничья.

## Статистика в профессиональном ММА
| Боёв 29  | Побед 21 | Поражений 7 |
| -------- | -------- | ----------- |
| Нокаутом | 10       | 3           |
| Сдачей   | 8        | 0           |
| Решением | 3        | 4           |
| Ничьи    | 1        | 1           |

| Результат | Рекорд | Соперник          | Способ                                   | Турнир                                               | Дата             | Раунд | Время | Место                 | Примечание                                                                  |
| --------- | ------ | ----------------- | ---------------------------------------- | ---------------------------------------------------- | ---------------- | ----- | ----- | --------------------- | --------------------------------------------------------------------------- |
| Поражение | 21–7–1 | Благой Иванов     | Единогласное решение                     | Bellator 111                                         | 7 марта 2014     | 3     | 5:00  | Такервилл, США        | Четвертьфинал 10 сезона гран-при Bellator тяжёлого веса.                    |
| Поражение | 21–6–1 | Райан Мартинес    | KO (удары руками)                        | Bellator 96                                          | 19 июня 2013     | 1     | 2:19  | Такервилл, США        | Полуфинал Bellator 2013 Summer Series тяжёлого веса.                        |
| Поражение | 21–5–1 | Александр Волков  | Единогласное решение                     | Bellator 84                                          | 14 декабря 2012  | 5     | 5:00  | Хаммонд, США          | Финал 7 сезона гран-при Bellator тяжёлого веса, бой за вакантный титул.     |
| Победа    | 21–4–1 | Тиагу Сантус      | TKO (удары руками)                       | Bellator 79                                          | 2 ноября 2012    | 1     | 3:31  | Рама, Канада          | Полуфинал 7 сезона гран-при Bellator тяжёлого веса.                         |
| Победа    | 20–4–1 | Майк Уиссел       | TKO (удары руками)                       | Bellator 75                                          | 5 октября 2012   | 1     | 1:19  | Хаммонд, США          | Четвертьфинал 7 сезона гран-при Bellator тяжёлого веса.                     |
| Победа    | 19–4–1 | Джош Бёрнс        | TKO (удары руками)                       | Bellator 69                                          | 18 мая 2012      | 1     | 0:38  | Лейк-Чарльз, США      |                                                                             |
| Победа    | 18–4–1 | Карлос Флорес     | KO (удар рукой)                          | Bellator 55                                          | 22 октября 2011  | 1     | 0:18  | Юма, США              |                                                                             |
| Поражение | 17–4–1 | Кристиан М’Пумбу  | TKO (удары руками)                       | Bellator 45                                          | 21 мая 2011      | 3     | 4:17  | Лейк-Чарльз, США      | Финал 4 сезона гран-при Bellator полутяжёлого веса, бой за вакантный титул. |
| Победа    | 17–3–1 | Ди Джей Линдерман | Раздельное решение                       | Bellator 42                                          | 23 апреля 2011   | 3     | 5:00  | Кончо, США            | Полуфинал 4 сезона гран-при Bellator полутяжёлого веса.                     |
| Победа    | 16–3–1 | Ник Фекете        | Техническая сдача (обратный треугольник) | Bellator 38                                          | 26 марта 2011    | 1     | 1:55  | Таника, США           | Четвертьфинал 4 сезона гран-при Bellator полутяжёлого веса.                 |
| Победа    | 15–3–1 | Дейв Мьюборн      | TKO (удары руками)                       | Top Combat Championship 3: No Where to Hide          | 23 октября 2010  | 1     | 3:36  | Сан-Хуан, Пуэрто-Рико |                                                                             |
| Победа    | 14–3–1 | Майк Зански       | Сдача (гильотина)                        | Rage in the Cage 140                                 | 20 марта 2011    | 3     | 1:28  | Чандлер, США          |                                                                             |
| Поражение | 13–3–1 | Энтуэйн Бритт     | Решение большинства                      | Vendetta Fighting Championship: A Night of Vengeance | 5 сентября 2009  | 2     | 5:00  | Ораньестад, Аруба     |                                                                             |
| Победа    | 13–2–1 | Эван Недд         | Решение большинства                      | Vendetta Fighting Championship: A Night of Vengeance | 5 сентября 2009  | 2     | 5:00  | Ораньестад, Аруба     |                                                                             |
| Победа    | 12–2–1 | Адам Падилла      | TKO (удары руками)                       | Rage in the Cage 130                                 | 18 июля 2009     | 1     | 2:12  | Чандлер, США          |                                                                             |
| Ничья     | 11–2–1 | Джордан Смит      | Ничья                                    | Throwdown Showdown 4: Cuatro                         | 6 июня 2009      | 5     | 5:00  | Уэст-Валли-Сити, США  |                                                                             |
| Победа    | 11–2   | Рич Бикрофт       | TKO (punches)                            | Rage in the Cage 125                                 | 17 апреля 2009   | 1     | 0:33  | Финикс, США           |                                                                             |
| Победа    | 10–2   | Шон Фрай          | Сдача (удушение сзади)                   | Rage in the Cage 123                                 | 21 марта 2009    | 1     | 1:33  | Чандлер, США          |                                                                             |
| Победа    | 9–2    | Мэтт Лукас        | Сдача (кимура)                           | Rage in the Cage 121                                 | 6 февраля 2009   | 2     | 2:03  | Тусон, США            |                                                                             |
| Победа    | 8–2    | Лайл Стеффенс     | KO                                       | Rage in the Cage 119                                 | 22 ноября 2008   | 2     | 0:44  | Тусон, США            |                                                                             |
| Победа    | 7–2    | Роджер Мейя       | TKO                                      | Rage in the Cage 117                                 | 8 ноября 2008    | 2     | 0:16  | Финикс, США           |                                                                             |
| Победа    | 6–2    | Адам Падилла      | Сдача (удушение сзади)                   | Rage in the Cage 116                                 | 27 сентября 2008 | 1     | 1:01  | Прескотт, США         |                                                                             |
| Победа    | 5–2    | Джеремия Мартинес | KO (удар рукой)                          | Rage in the Cage 113                                 | 2 августа 2008   | 1     | 1:01  | Альбукерке, США       |                                                                             |
| Поражение | 4–2    | Мэтт Лукас        | Единогласное решение                     | RITC 100: The Centennial                             | 15 сентября 2007 | 3     | 3:00  | Фаунтин-Хиллс, США    |                                                                             |
| Победа    | 4–1    | Рич Бикрофт       | Сдача (удушение сзади)                   | Rage in the Cage 97                                  | 30 июня 2007     | 1     | 0:25  | Аризона, США          |                                                                             |
| Победа    | 3–1    | Стив Сэйеф        | Сдача (гильотина)                        | Rage in the Cage 94                                  | 28 апреля 2007   | 2     | 0:42  | Финикс, США           |                                                                             |
| Победа    | 2–1    | Рич Олтен         | Сдача (удушение сзади)                   | Rage in the Cage 93                                  | 20 апреля 2007   | 2     | 0:59  | Аризона, США          |                                                                             |
| Поражение | 1–1    | Джимми Амбрис     | KO (удары руками)                        | Rage in the Cage 91                                  | 24 февраля 2007  | 1     | 0:53  | Финикс, США           |                                                                             |
| Победа    | 1–0    | Уэнделл Лоуи      | Единогласное решение                     | RITC 89: Triple Main Event                           | 2 декабря 2006   | 3     | 3:00  | Марикопа, США         |                                                                             |